# ムツトウヒレン
ムツトウヒレン（陸奥塔飛廉、学名：Saussurea hosoiana）は、キク科トウヒレン属の多年草。

## 特徴
地下茎は直径約1.5cmで斜上または直立する。茎は直立し、高さは30-40cmになる。茎は上部で3-7回分枝し、褐色の多細胞毛がまばらに生え、幅4mmになる広い翼がある。花時にも根出葉が生存する。根出葉や茎の下部につく葉は厚い革質で光沢があり、葉身は広卵形になり、長さ11-18cm、幅10-16cm、先は鈍頭、基部は深い心形になり、縁に浅い鋸歯がある。葉の表面と裏面の葉脈に沿って褐色の多細胞毛が生える。葉柄は長さ9-14cmになり、翼がある。茎の中部と上部につく葉は小型になり、葉身は楕円形から卵形で、長さ4-5cm、幅1.5-4cm、先は鋭突頭、基部は切形からくさび形になる。短い葉柄があり、葉柄に翼があり、茎を抱く。
花期は8-9月。頭状花序は散房状または総状に2-5個が密集してつく。花柄は無いかまたは長さ1-3mmと短く、広角度に伸びる。総苞は長さ13-16mm、径10-18mmになる鐘形から筒形で、くも毛がある。総苞片は8列あり、外片は卵形で先は鋭突頭、長さ4-6mm、幅3-3.5mmになり、先端は反曲するか開出する。内片は披針形で先は鋭頭、長さ10-13mmになる。頭花は筒状花のみからなり、花冠の長さは12-13mm、色は淡紅紫色になる。果実は長さ6mmになる痩果で、わら色で明るい紫褐色の条または斑点がある。冠毛は2輪生で、落ちやすい外輪は長さ3mm、花後にも残る内輪は長さ9-10mmになる。

## 分布と生育環境
日本固有種。本州の東北地方の青森県の下北半島上北郡六ヶ所村の特産で、海岸の風当たりの強いクロマツ林下、林内や草地に生育する。
タイプ標本の採集地は、太平洋側に突出した断崖上の高さ5mほどのクロマツの疎林下で、低木層を欠き、海からの強風をまともに受ける風衝地の環境という。

## 名前の由来
和名ムツトウヒレンは、「陸奥塔飛廉」の意。
種小名（種形容語）hosoiana は、本種の発見者で青森県の植物研究家である細井幸兵衛への献名である。

## 新種記載
2008年に門田裕一（国立科学博物館）によって、『植物研究雑誌』Vol.83、「アジア産トウヒレン属 (キク科) の分類学的研究 II. 青森県産の2新種」において、ハチノヘトウヒレン-Saussurea neichiana とともに新種として命名記載された。

## ギャラリー

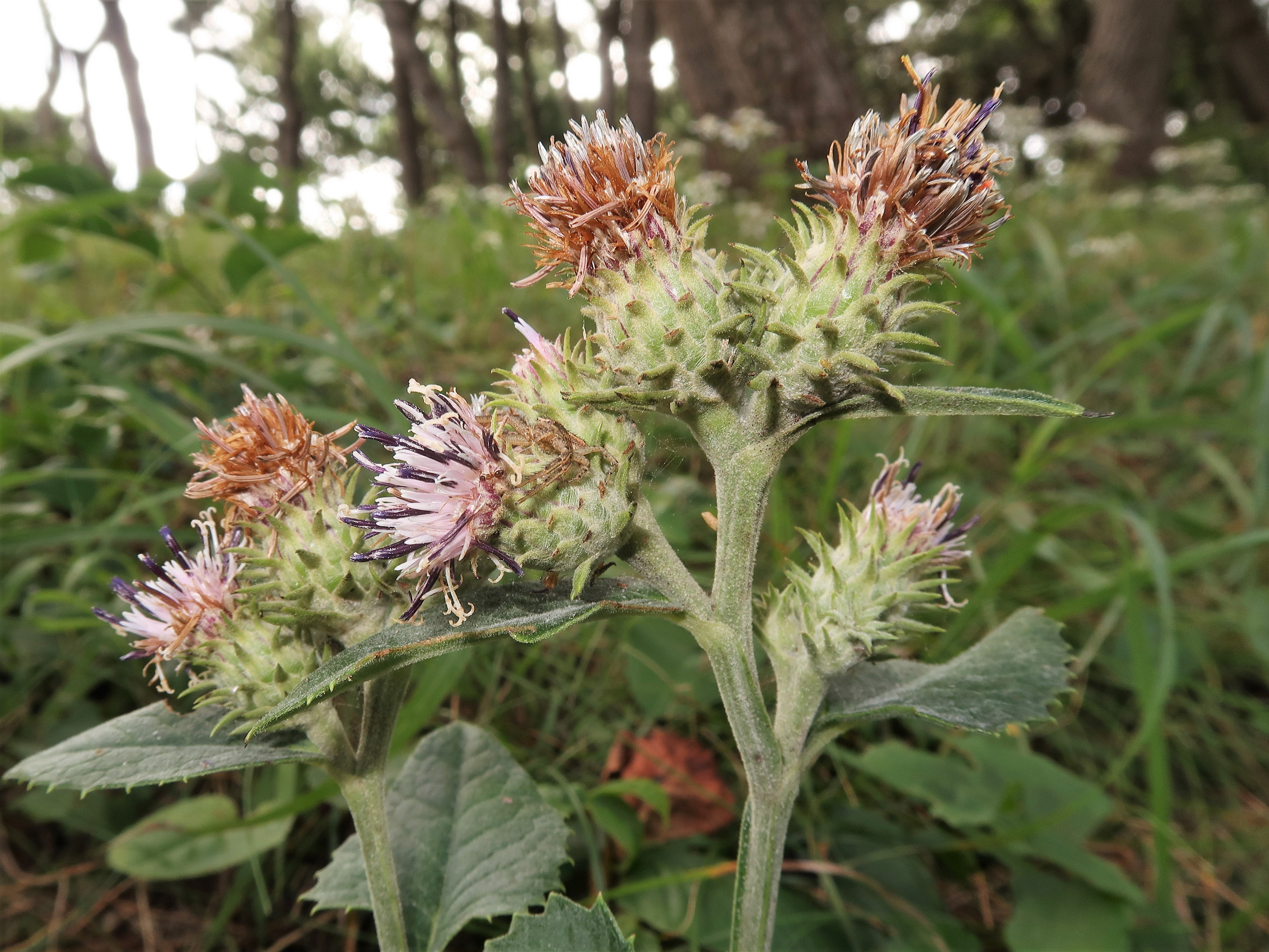
頭花は短い柄で散房状に密につき、広角度に伸びる。
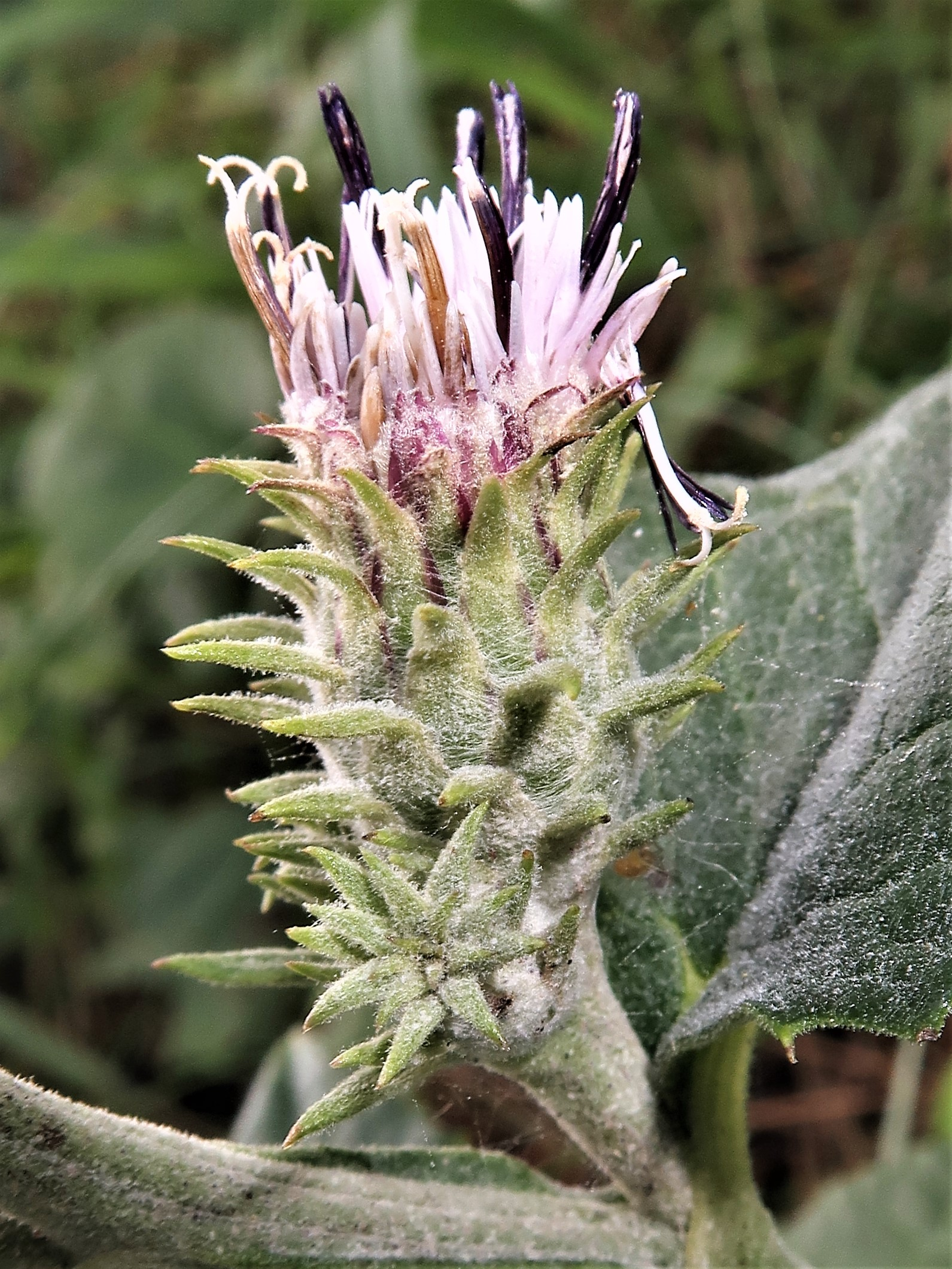
総苞は鐘形、総苞片は反曲・開出する。花冠は淡紅紫色になる。
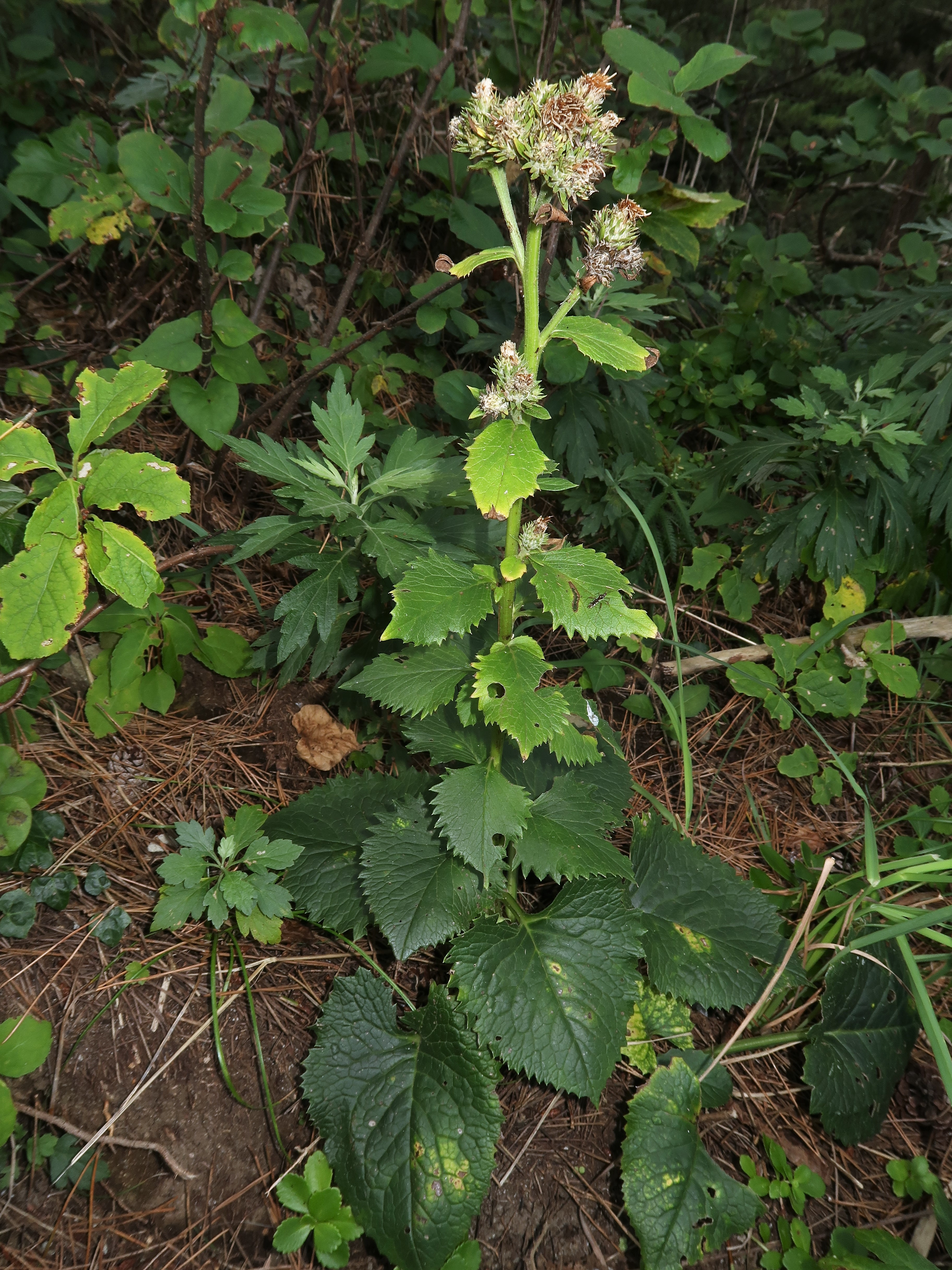
花時にも根出葉が生存する。葉は厚い革質で光沢がある。
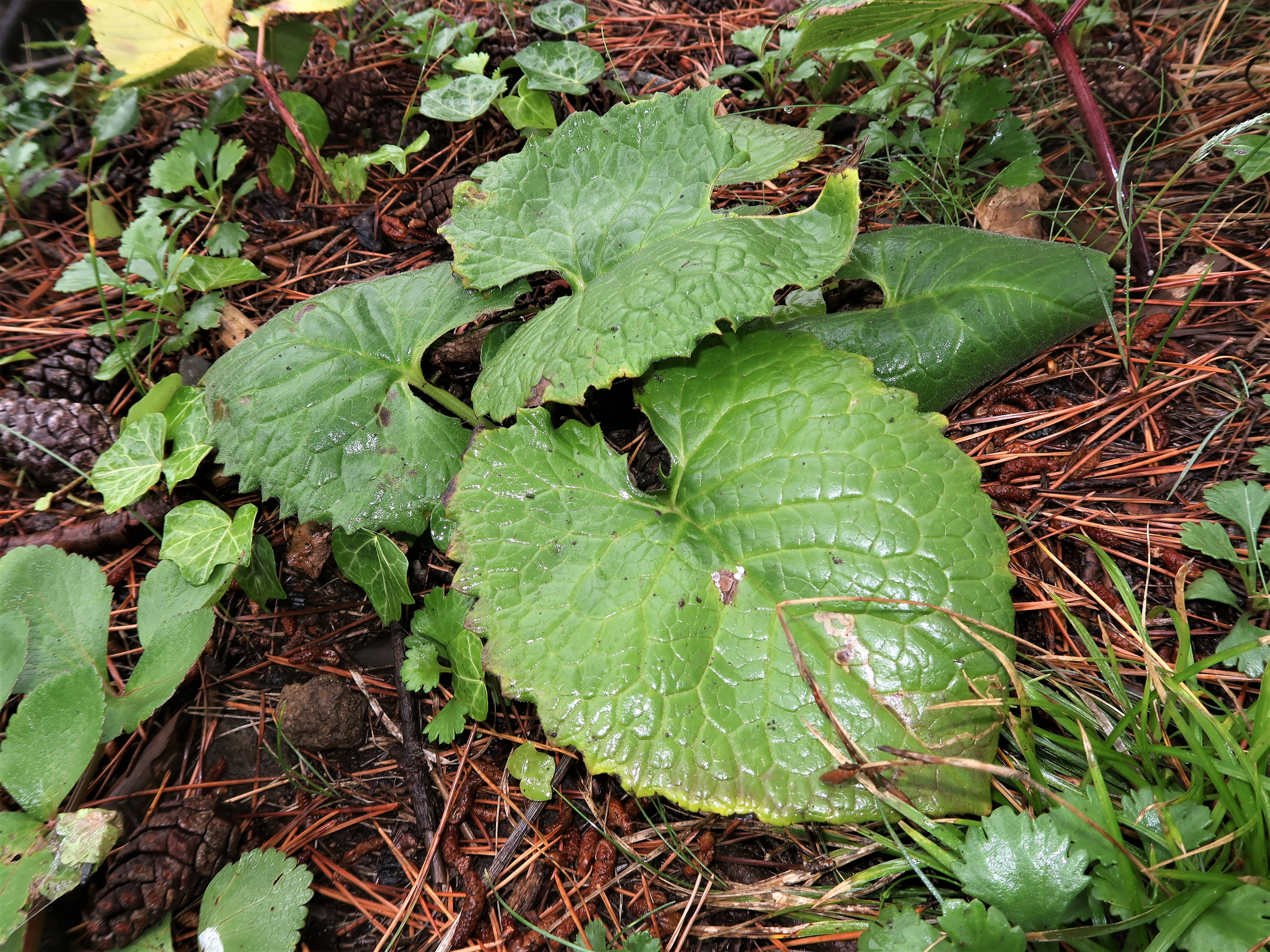
6月下旬の根出葉。